# NRP Afonso de Albuquerque
«Афонсу ди Албукерки» — шлюп португальского флота, названный в честь португальского адмирала 16 века ди Албукерки. Бо́льшую часть службы корабль провёл в Индийском и Тихом океанах, защищал португальские территории в Мозамбике, Индии, Макао и Тиморе. Был тяжело повреждён в бою 18 декабря 1961 при защите Гоа от вторжения Индии и выбросился на берег.
Шлюп стал первым кораблём типа «Афонсу ди Албукерки» (к этому типу также относится корабль «Бартоломеу Диаш»). В португальском флоте эти корабли классифицировались как avisos coloniais de 1ª classe (колониальные авизо 1-го класса или шлюпы). Они предназначались для обеспечения военно-морского присутствия в колониях Португалии. Возможности ведения боя с другими надводными кораблями у них были ограниченными, поскольку они в основном предназначались для высадки и поддержки десанта.
После Второй мировой войны корабли класса «Афонсу ди Албукерки» были переквалифицированы во фрегаты.

## Служба

### RMS Nova Scotia
28 ноября 1942 «Афонсу ди Албукерки» находился в Лоуренсу-Маркеш. В этот день у побережья провинции Натал (Южная Африка) немецкая подлодка U-177 торпедировала и утопила британский военный транспорт «Нова Скотия» (Nova Scotia). На борту «Новой Скотии» находилось 1.052 человека, большинство из которых были итальянские военнопленные и интернированные гражданские. Согласно приказу «Тритон-ноль», который адмирал Дёниц издал за два месяца до этого, подлодка U-177 покинула место гибели «Новой Скотии», не предприняв мер по спасению выживших. Командующий германскими подводными силами обратился за помощью к португальским властям, которые отправили к месту трагедии корабль «Афонсу ди Албукерки». Корабль добрался до места событий на следующий день, к этому времени выжившие, находящиеся в воде, утонули или были съедены акулами.
Пятеро выживших подали сигнал, выстрелив из ракетницы, и были спасены португальцами. На следующий день команда «Афонсу ди Албукерки» обнаружила, что вокруг корабля плавают сотни тел. В итоге корабль спас 130 итальянских интернированных, 42 охранника, 17 членов экипажа, троих военнослужащих и военных моряков, одного оператора корабельного вооружения и одного пассажира. Было потеряно 858 человек: 650 итальянских интернированных, 96 членов экипажа, 88 южноафриканских охранников, 10 операторов корабельного вооружения, восемь военнослужащих и военных моряков, пять пассажиров и владелец «Новой Скотии».

### Тимор
В декабре 1941 португальский Тимор был оккупирован австралийскими и голландскими силами, предположительно для защиты этих территорий от возможного японского вторжения. Однако в феврале 1942 под предлогом австралийской и голландской оккупации Япония захватила и до конца войны оккупировала Тимор.
В конце войны «Афонсу ди Албукерки» присоединился к португальской морской военной экспедиции, посланной на Тимор с целью восстановить португальский контроль над территорией и восстановить колонию. «Афонсу ди Албукерки» прибыл в Тимор 29 сентября 1945, эскортируя транспорт «Ангола» с экспедиционными португальскими войсками на борту.

### Гоа
В конце 1961, после того, как дипломатам Индии не удалось убедить Португалию передать Индии колонии на индийском субконтиненте, индийцы предприняли операцию «Виджай» по захвату Гоа, Дамана и Диу. К этому времени «Афонсу ди Албукерки» находился в Гоа в качестве ведущего корабля португальского военно-морского командования в Индии, корабль возглавлял капитан Кунья Араган (Cunha Aragão).
Утром 18 декабря 1961 «Афонсу ди Албукерки» получил информацию, что вооружённые силы Индии приступили к операции «Виджай». Экипаж занял боевые посты. После того, как наземная инфраструктура связи была разбомблена и уничтожена индийскими ВВС, корабль получил задание поддерживать радиосвязь между Гоа и Лиссабоном.
В 09.00 команда «Афонсу ди Албукерки» заметила в непосредственной близости у порта Мормуган три индийских корабля, возглавляемых «Бетвой» (INS Betwa), фрегатом типа «Леопард». Два фрегата и минный заградитель составляли авангард боевой группы из авианосца «Викрант» и десяти крейсеров, эсминцев, фрегатов и минных заградителей.
В 12.00, после того, как португальские командиры отказались сдаться, фрегаты «Бетва» и «Бис» (INS Beas) направились к входу в порт и открыли огонь по кораблю «Афонсу ди Албукерки», который выдвинулся навстречу противнику и открыл огонь. В Лиссабон было отправлено последнее радиосообщение: «Мы были атакованы. Мы отвечаем».
«Афонсу ди Албукерки» был подбит вражеским огнём. В 12.20 при попытке совершить манёвр для занятия позиции, на которой можно было бы использовать все орудия, был разрушен командный мостик, погиб офицер связи, командир Араган получил серьёзное ранение и приказал старшему офицеру Sarmento Gouveia принять командование. Араган запретил Гувею сдаваться. Под плотным вражеским огнём, направленным на корабль, несколько членов экипажа переправили раненого командира на берег и отвезли его на машине в больницу в Панаджи.
В 12.35, находясь под массированным огнём, после почти полного разрушения котлов и машин экипаж выбросил корабль на берег, где он продолжил действовать как плавучая батарея. Экипаж продолжил сопротивление и сражался до 14.10. На следующий день в 20.30 экипаж был захвачен индийскими силами.
В ходе последней битвы «Афонсу ди Албукерки» выпустил по оценкам 400 снарядов. Пять членов экипажа погибли, 13 были ранены, как и несколько офицеров. Индийские корабли обладали большим преимуществом, были более современными и вооружены скорострельными орудиями.
Остов «Афонсу ди Албукерки» лежал близ пляжа у Доны Паулы. В 1962 он был поднят и отбуксирован в Бомбей. Части корабля выставлены в бомбейском музее. Оставшаяся часть была продана на металл.